# Edward Anthony McCarthy
Edward Anthony McCarthy (* 10. April 1918 in Cincinnati, Ohio; † 7. Juni 2005 in Miami, Florida) war ein US-amerikanischer römisch-katholischer Geistlicher und Erzbischof von Miami.

## Leben
McCarthy empfing am 29. Mai 1943 das Sakrament der Priesterweihe für das Erzbistum Cincinnati durch den dortigen Erzbischof, John Timothy McNicholas.
Am 21. April 1965 ernannte ihn Papst Paul VI. zum Weihbischof in Cincinnati und Titularbischof von Tamascani. Er empfing am 15. Juni desselben Jahres die Bischofsweihe durch den Erzbischof von Cincinnati, Karl Joseph Alter; Mitkonsekratoren waren Clarence George Issenmann, Koadjutorbischof von Cleveland, und John Anthony King Mussio, Bischof von Steubenville.
Am 25. August 1969 wurde McCarthy von Papst Paul VI. zum ersten Bischof des neu gegründeten Bistums Phoenix ernannt und am 2. Dezember desselben Jahres in das Amt eingeführt.
Im Zuge der angeschlagenen Gesundheit des Erzbischofs von Miami, Coleman Francis Carroll, wurde McCarthy ihm am 17. September 1976 als Koadjutorerzbischof zur Seite gestellt, ehe er ihm nach seinem Tod am 26. Juli 1977 als Erzbischof nachfolgte. Dieses Amt hatte er bis zu seiner Emeritierung am 3. November 1994 inne.
McCarthy verstarb am 7. Juni 2005 im Alter von 87 Jahren in seiner Bischofsstadt.